# Напредна пољопривреда (часопис)
Напредна пољопривреда je научни часопис који излази од марта месеца 1951. године и бави се проблемима унапређења пољопривреде у НР Србији.

## О часопису
Први број часописа изашао је у марту месецу 1951 године. Основна идеја часописа је, осим обраде пољопривредних тема, сарадња између оних који су стручњаци и оних који се практично баве производњом. Излазио је три године, и последњи број је изашао за јануар/фебруар 1953. године.

### Историјат
Часопис је почео да излази пошто је постојала потреба за стручним излагањем савремених достигнућа у пољопривреди, али и о томе како су оне примењене у самој пракси.

### Периодичност излажења
Часопис је излазио месечно током три године.

## Уредници
1. Душанка Јовановић (до бр. 4 (1951));
2. Периша Перишић (од бр. 5 (1951)-3(1952)),
3. Радмила Ивковић, Николиш

## Теме
1. Обрада земљишта,
2. Борба против штеточина,[2]
3. Коришћење хемијских средстава[3]
4. Гајење пчела,
5. Калемљење,
6. Виноградарство,
7. Гајење воћа
8. Повртарство,
9. Гајење индустријских биљака[4]